# 18e Screen Actors Guild Awards
De 18e Screen Actors Guild Awards, waarbij prijzen werden uitgereikt voor uitstekende acteerprestaties in film en televisie voor het jaar 2011, gekozen door de leden van de Screen Actors Guild, vonden plaats op 29 januari 2012 in het Shrine Auditorium in Los Angeles. De prijs voor de volledige carrière werd uitgereikt aan Mary Tyler Moore.

## Film

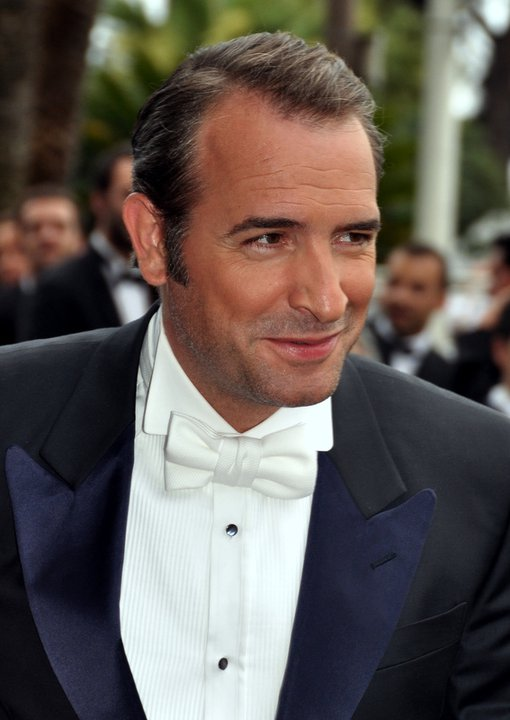
Jean Dujardin (The Artist), winnaar mannelijke acteur in een hoofdrol

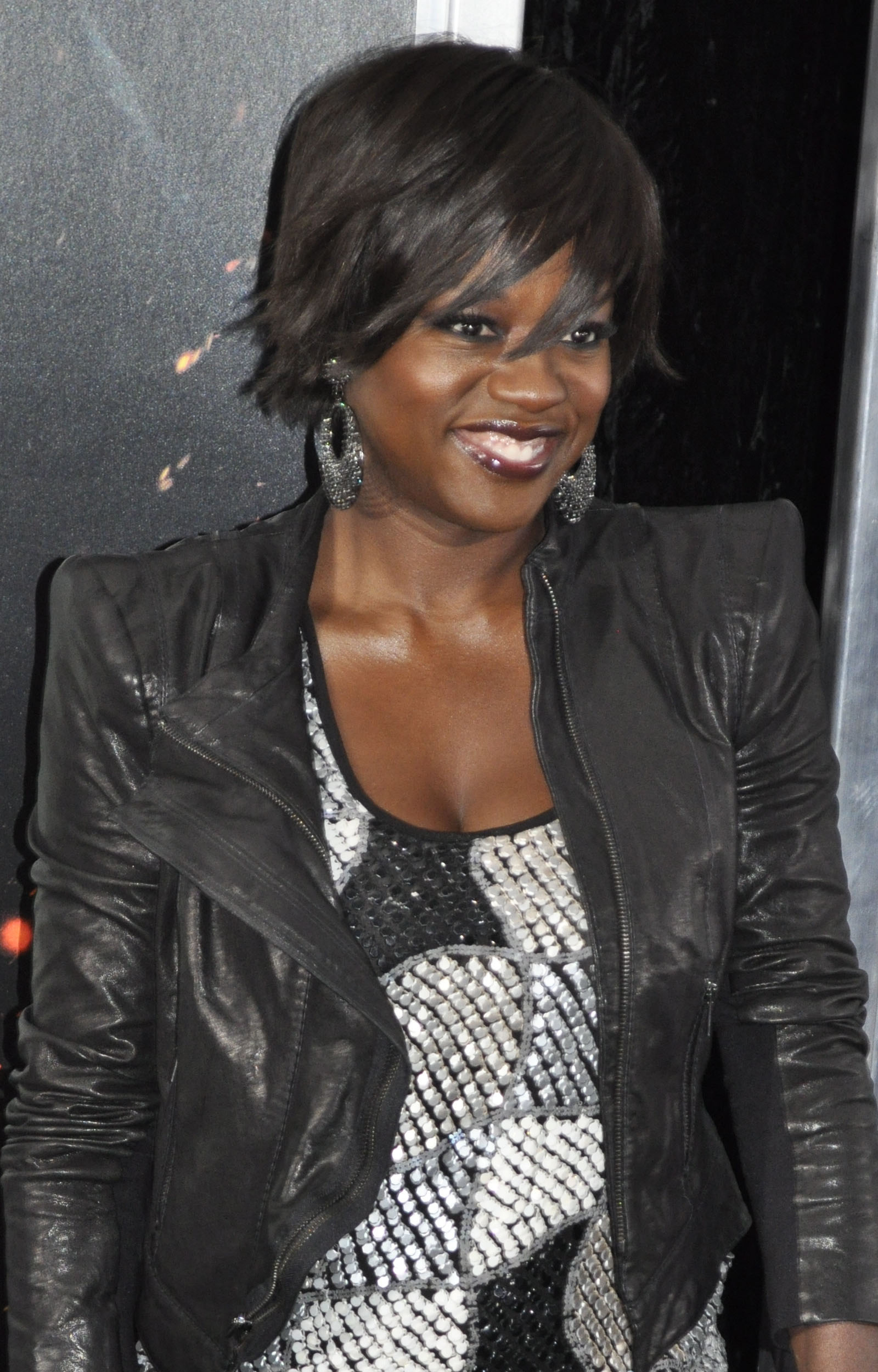
Viola Davis (The Help), winnaar vrouwelijke acteur in een hoofdrol

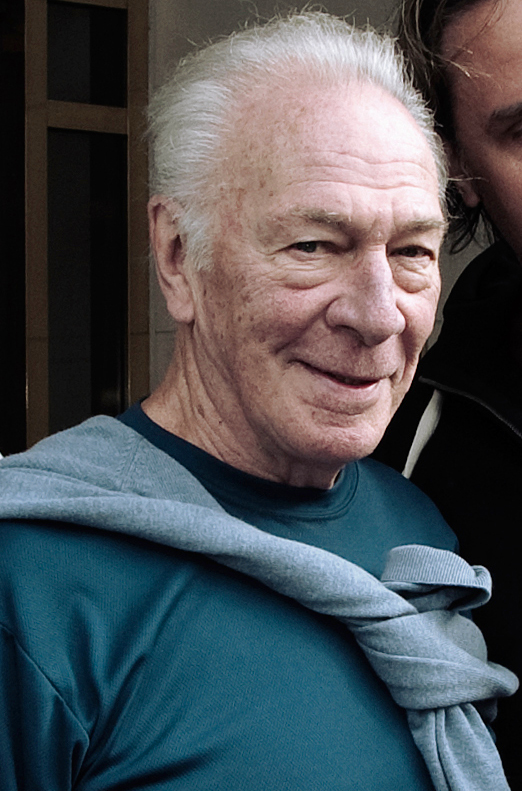
Christopher Plummer (Beginners), winnaar mannelijke acteur in een bijrol

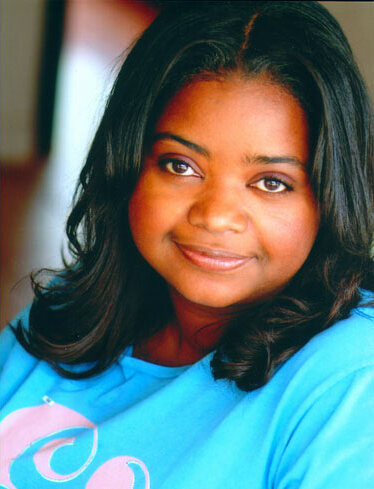
Octavia Spencer (The Help), winnaar vrouwelijke acteur in een bijrol

De winnaars staan bovenaan in vet lettertype.

#### Cast in een film
Outstanding Performance by a Cast in a Motion Picture
- The Help
  - The Artist
  - Bridesmaids
  - The Descendants
  - Midnight in Paris

#### Mannelijke acteur in een hoofdrol
Outstanding Performance by a Male Actor in a Leading Role
- Jean Dujardin - The Artist
  - Demián Bichir - A Better Life
  - George Clooney - The Descendants
  - Leonardo DiCaprio - J. Edgar
  - Brad Pitt - Moneyball

#### Vrouwelijke acteur in een hoofdrol
Outstanding Performance by a Female Actor in a Leading Role
- Viola Davis - The Help
  - Glenn Close - Albert Nobbs
  - Meryl Streep - The Iron Lady
  - Tilda Swinton - We Need to Talk About Kevin
  - Michelle Williams - My Week with Marilyn

#### Mannelijke acteur in een bijrol
Outstanding Performance by a Male Actor in a Supporting Role
- Christopher Plummer - Beginners
  - Kenneth Branagh - My Week with Marilyn
  - Armie Hammer - J. Edgar
  - Jonah Hill - Moneyball
  - Nick Nolte - Warrior

#### Vrouwelijke acteur in een bijrol
Outstanding Performance by a Female Actor in a Supporting Role
- Octavia Spencer - The Help
  - Bérénice Bejo - The Artist
  - Jessica Chastain - The Help
  - Melissa McCarthy - Bridesmaids
  - Janet McTeer - Albert Nobbs

#### Stuntteam in een film
Outstanding Performance by a Stunt Ensemble in a Motion Picture
- Harry Potter and the Deathly Hallows part 2
  - The Adjustment Bureau
  - Cowboys & Aliens
  - Transformers: Dark of the Moon
  - X-Men: First Class

## Televisie

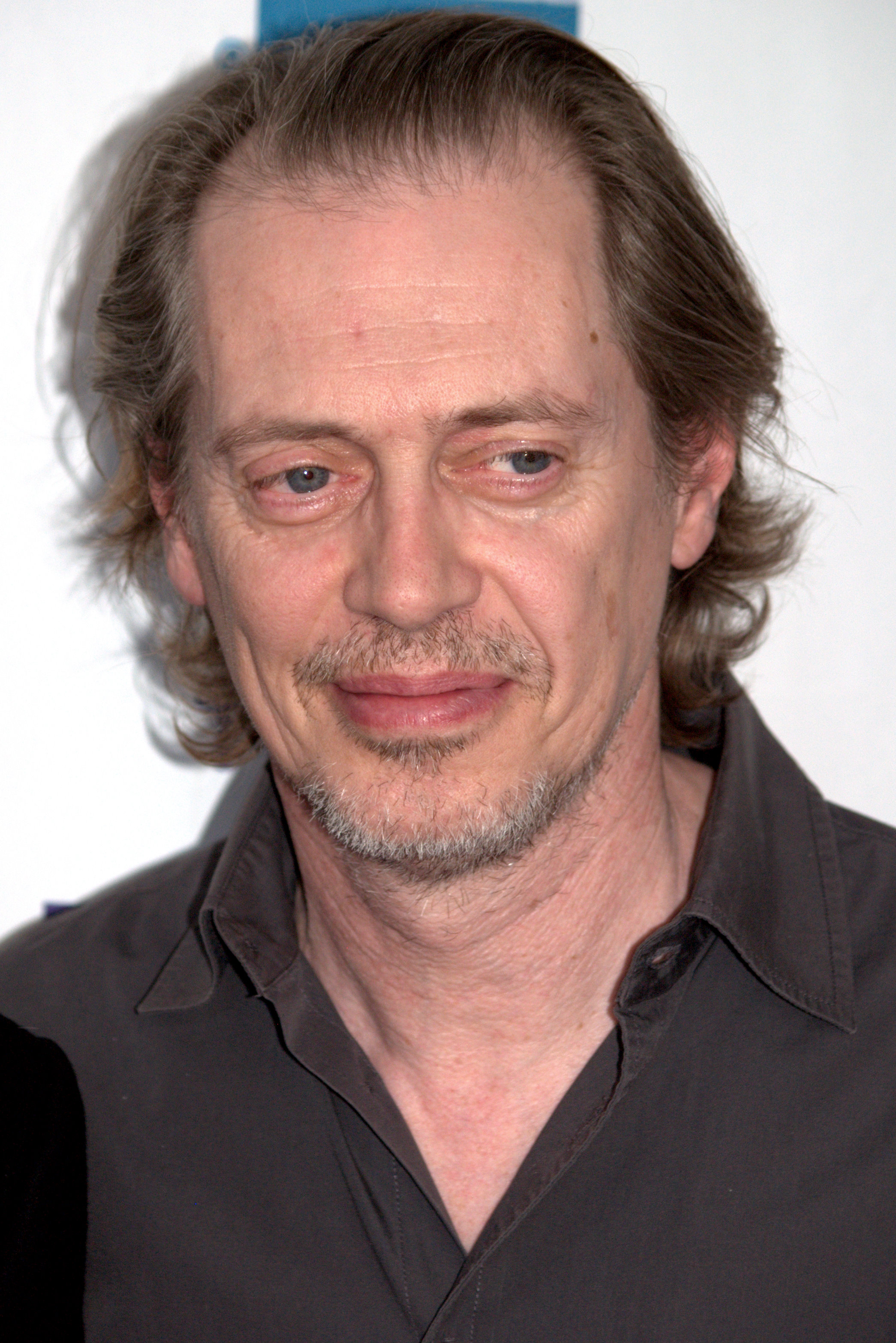
Steve Buscemi (Boardwalk Empire), winnaar mannelijke acteur in een dramaserie

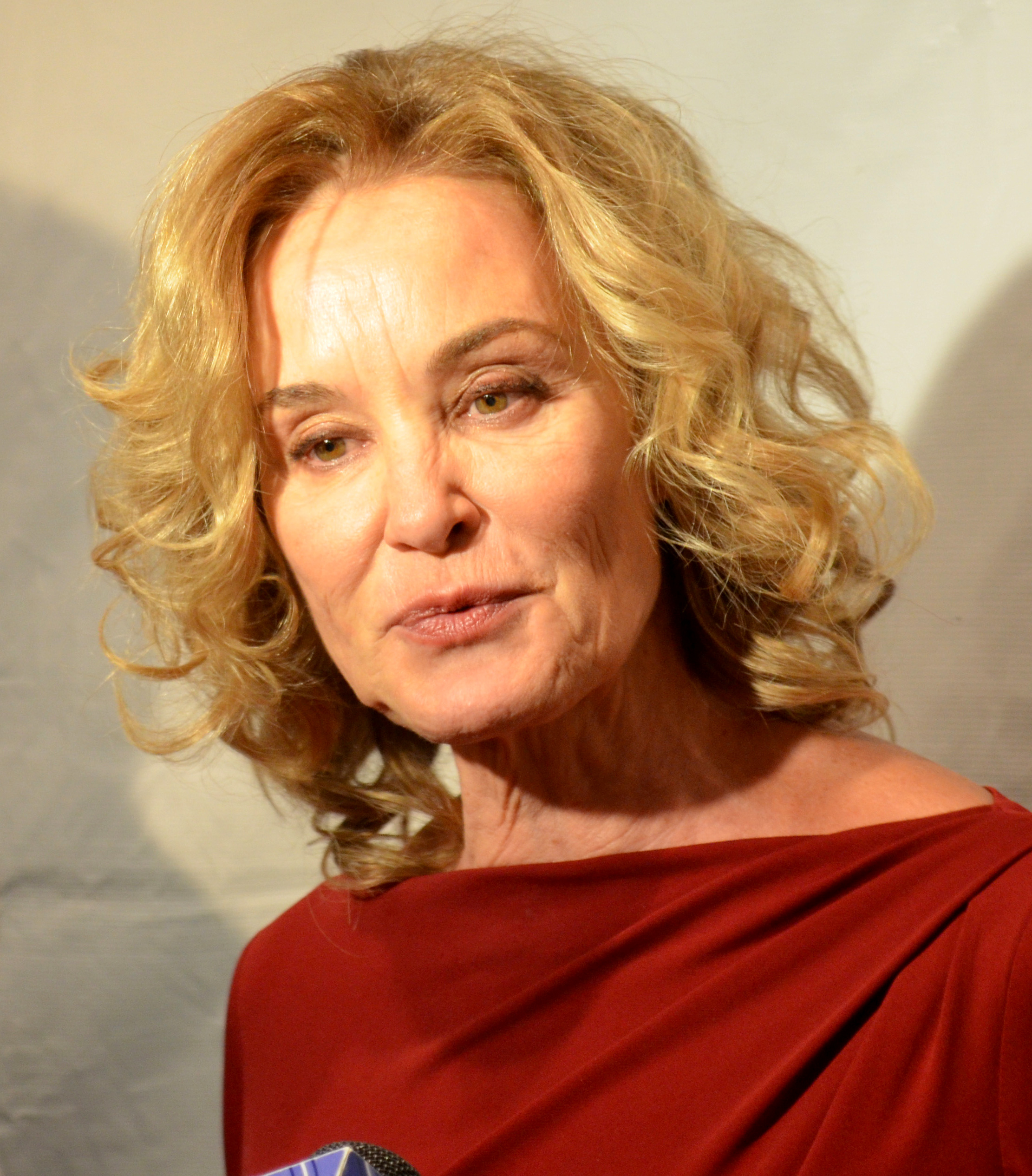
Jessica Lange (American Horror Story), winnaar vrouwelijke acteur in een dramaserie

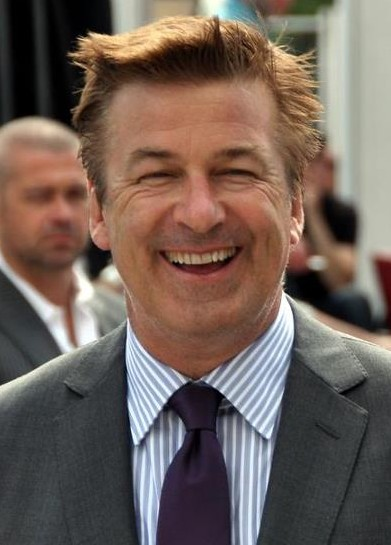
Alec Baldwin (30 Rock), winnaar mannelijke acteur in een komedieserie

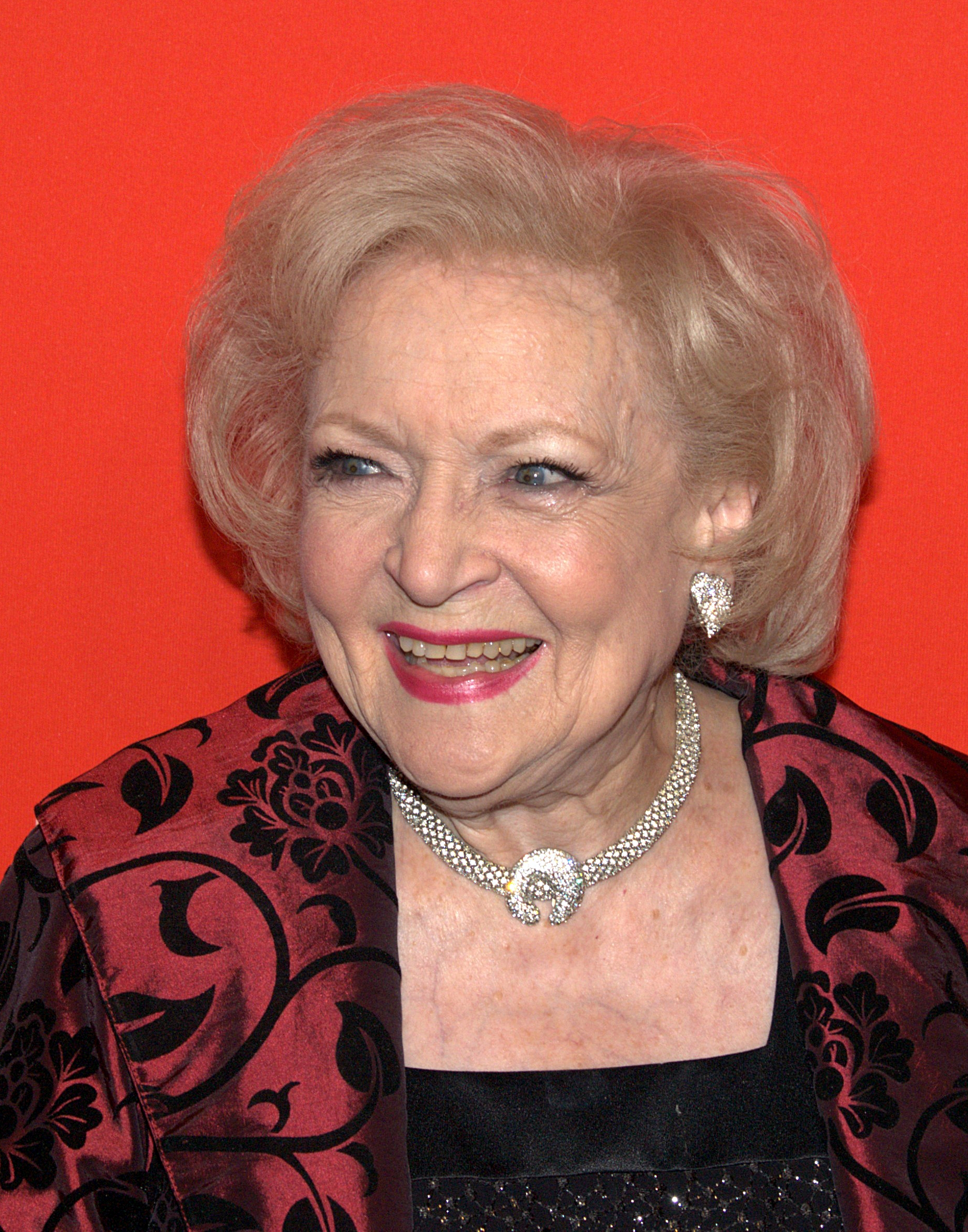
Betty White (Hot in Cleveland), winnaar vrouwelijke acteur in een komedieserie

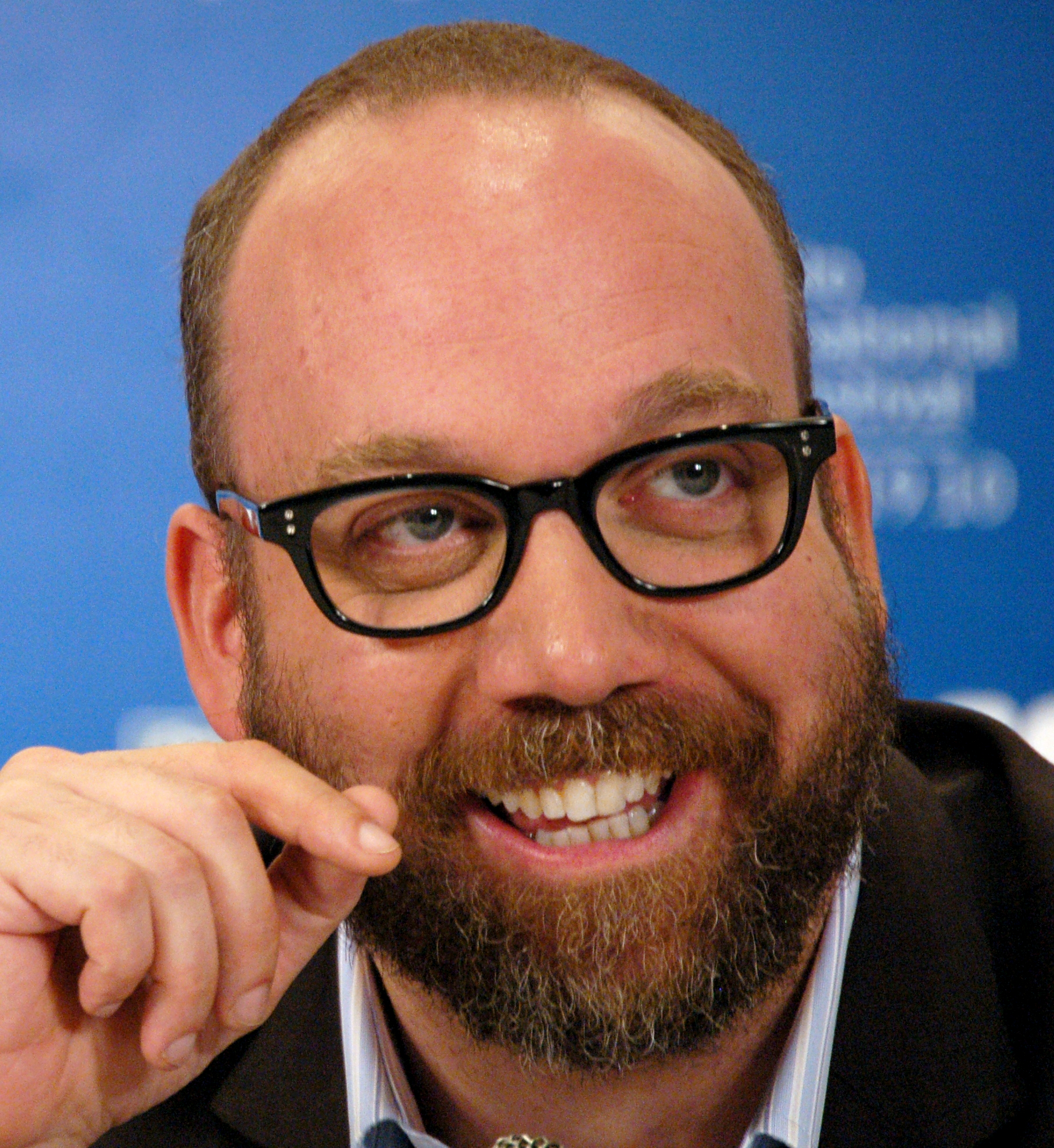
Paul Giamatti (Too Big to Fail), winnaar mannelijke acteur in een miniserie of televisiefilm

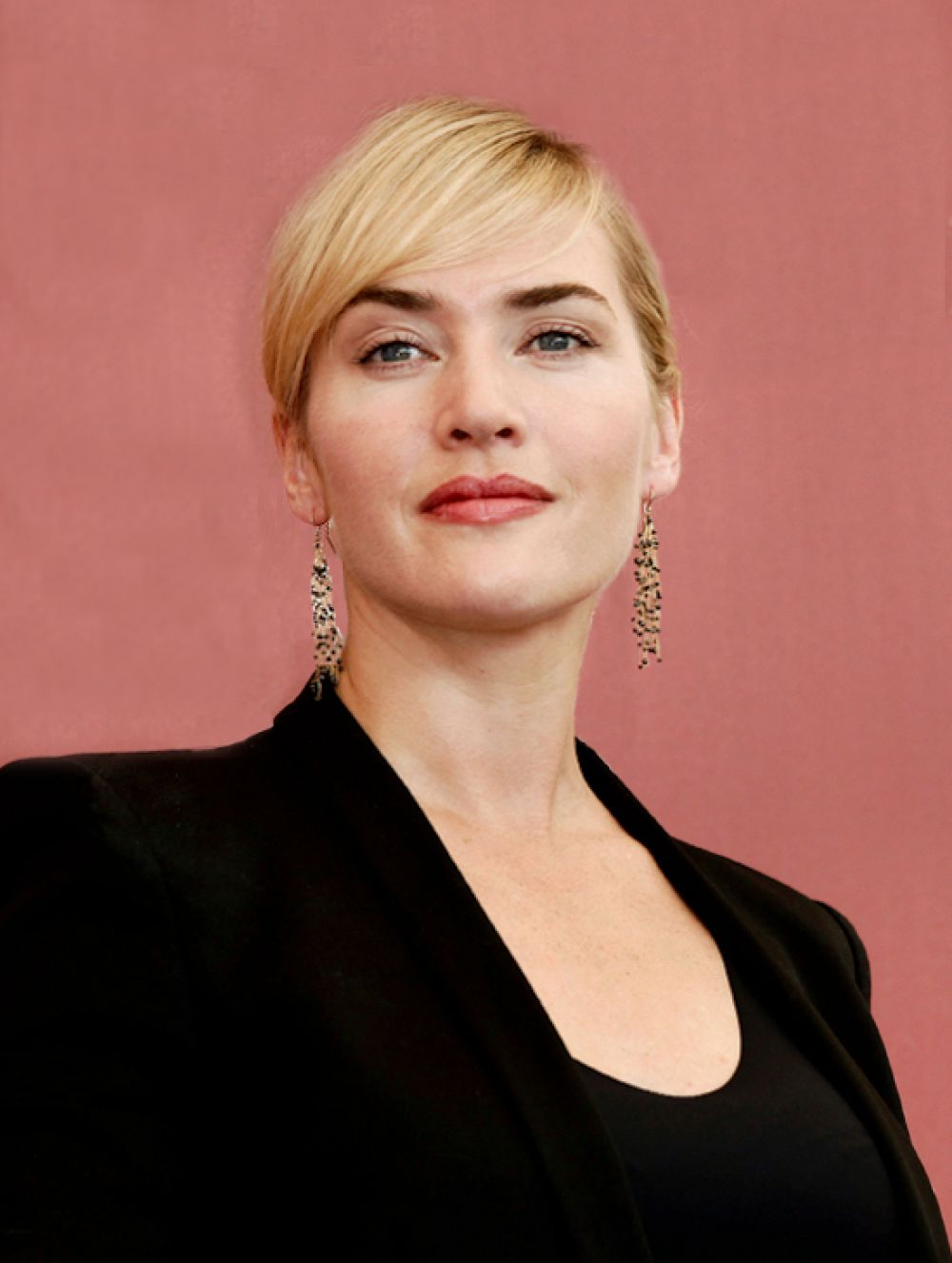
Kate Winslet (Mildred Pierce), winnaar vrouwelijke acteur in een miniserie of televisiefilm

De winnaars staan bovenaan in vet lettertype.

#### Ensemble in een dramaserie
Outstanding Performance by an Ensemble in a Drama Series
- Boardwalk Empire
  - Breaking Bad
  - Dexter
  - Game of Thrones
  - The Good Wife

#### Mannelijke acteur in een dramaserie
Outstanding Performance by a Male Actor in a Drama Series
- Steve Buscemi - Boardwalk Empire
  - Patrick J. Adams - Suits
  - Kyle Chandler - Friday Night Lights
  - Bryan Cranston - Breaking Bad
  - Michael C. Hall - Dexter

#### Vrouwelijke acteur in een dramaserie
Outstanding Performance by a Female Actor in a Drama Series
- Jessica Lange - American Horror Story
  - Kathy Bates - Harry's Law
  - Glenn Close - Damages
  - Julianna Margulies - The Good Wife
  - Kyra Sedgwick - The Closer

#### Ensemble in een komedieserie
Outstanding Performance by an Ensemble in a Comedy Series
- Modern Family
  - 30 Rock
  - The Big Bang Theory
  - Glee
  - The Office

#### Mannelijke acteur in een komedieserie
Outstanding Performance by a Male Actor in a Comedy Series
- Alec Baldwin - 30 Rock
  - Ty Burrell - Modern Family
  - Steve Carell - The Office
  - Jon Cryer - Two and a Half Men
  - Eric Stonestreet - Modern Family

#### Vrouwelijke acteur in een komedieserie
Outstanding Performance by a Female Actor in a Comedy Series
- Betty White - Hot in Cleveland
  - Julie Bowen - Modern Family
  - Edie Falco - Nurse Jackie
  - Tina Fey - 30 Rock
  - Sofía Vergara - Modern Family

#### Mannelijke acteur in een miniserie of televisiefilm
Outstanding Performance by a Male Actor in a Television Movie or Miniseries
- Paul Giamatti - Too Big to Fail
  - Laurence Fishburne - Thurgood
  - Greg Kinnear - The Kennedys
  - Guy Pearce - Mildred Pierce
  - James Woods - Too Big to Fail

#### Vrouwelijke acteur in een miniserie of televisiefilm
Outstanding Performance by a Female Actor in a Television Movie or Miniseries
- Kate Winslet - Mildred Pierce
  - Diane Lane - Cinema Verite
  - Maggie Smith - Downton Abbey
  - Emily Watson - Appropriate Adult
  - Betty White - Hallmark Hall of Fame: The Lost Valentine

#### Stuntteam in een televisieserie
Outstanding Performance by a Stunt Ensemble in a Television Series
- Game of Thrones
  - Dexter
  - Southland
  - Spartacus: Gods of the Arena
  - True Blood